# ZywOo
ZywOo, de son vrai nom Mathieu Herbaut, né le 9 novembre 2000 à Lens (Hauts-de-France, France) est un joueur professionnel de Counter-Strike: Global Offensive, puis de Counter-Strike 2, jouant en tant que rifler et sniper pour Vitality. Il a été élu meilleur joueur du monde en 2019, 2020 et 2023 par le site de référence HLTV. 
Il est souvent surnommé "l'Élu", ou encore "The Chosen One" par les anglophones, en raison de son talent hors-norme et de sa naissance ayant eu lieu le jour de la sortie de la première version de Counter-Strike.

## Biographie

### Enfance et début
ZywOo découvre Counter-Strike à l'âge de 7 ans en regardant son frère et ses cousins jouer. Bien que sa mère ne l'autorise pas tout de suite à jouer, elle finit par accepter allant jusqu’à l'accompagner à des tournois locaux alors qu'il n'a même pas 10 ans. À l'âge de 16 ans, il commence à recevoir des offres pour jouer à temps plein. Sa mère, souhaitant lui garantir un avenir professionnel en dehors du jeu vidéo, les refuse, préférant qu'il obtienne d'abord son baccalauréat. Il jouera quand même pour quelques équipes à commencer par Nevermind, suivi de E-Corp Bumpers avec qui il participera et remportera sa première vraie LAN dans le nord de la France. Son équipe et lui se tournent ensuite vers WySix pour finir chez la Team aAa,.

### Parcours professionnel
En 2018, il obtient son Baccalauréat électrotechnique au Lycée Louis-Pasteur (Hénin-Beaumont). Il peut désormais se lancer professionnellement dans l'esport et signe un contrat avec Team Vitality. Les résultats arrivent vite, puisque seulement quelques mois plus tard, il remporte avec sa nouvelle équipe la DreamHack Atlanta 2018, participant d'ailleurs activement à la victoire en finale contre Luminosity, en réussissant notamment un ace lors d'un round d'économie. Le mois suivant, lui et son équipe se qualifient pour le Minor qualificatif au prochain Major, le Katowice Major 2019. Lors du Minor, Vitality termine 2e, obtenant ainsi sa place pour Katowice. ZywOo gagne alors l'occasion de participer à son premier Major.
En 2019, les résultats de ZywOo et son équipe ne sont pas exceptionnels lors des Majors, terminant 9/11ème au Katowice Major 2019 puis 5/8ème au StarLadder Major: Berlin 2019, en septembre. Ils gagneront tout de même deux tournois de premier plan durant la saison, les Finales ECS Saison 7 et l'EPICENTER, et finiront deuxièmes à deux reprises, à l'ESL Cologneet à la DreamHack Masters Malmö. Les statistiques individuelles de ZywOo sont impressionnantes : il termine cinq fois MVP de tournois au cours de l'année, et affiche un rating de 1,30 en LAN. En janvier 2020, il est élu meilleur joueur du monde pour l'année 2019 par le site de référence HLTV.org, devenant ainsi le premier Français et le plus jeune à obtenir cette récompense depuis la création de celle-ci en 2010.
En 2020, après six finales dont deux gagnées, IEM XV - Beijing-Haidian Online: Europe et BLAST Premier: Fall 2020 Finals, il signe un contrat de 4 ans avec Team Vitality, ces derniers ne manqueront pas de marquer le coup en affichant le portait de ZywOo dans plusieurs endroits de Paris. En janvier 2021, pour la deuxième fois d'affilée, il est sacré meilleur joueur de monde de l'année 2020 par le site HLTV.org, au détriment de S1mple, devenant ainsi le plus jeune joueur à réussir cet exploit. En avril 2021, il fait partie de la promotion 2021, établie par Forbes des « 30 de moins de 30 ans » qui « vont rebattre les cartes », dans la catégorie Europe - Sports & jeux.
En 2023, il participe avec son équipe au BLAST Paris Major 2023, premier Major de Counter-Strike organisé en France et dernier major CSGO. Vitality remporte le championnat face à l'équipe GamerLegion (2-0). Il s'agit de son premier Major remporté. De toute la compétition, il n'a perdu sur aucune carte. Il est élu meilleur joueur du tournoi par HLTV.
Avec l'arrivée de Counter-Strike 2 à l'été 2023, de nombreux changements s'opèrent. Toujours en compagnie de Dan «apEX» Madesclaire et Lotan « Spinx » Giladi, Mathieu voit l'arrivée dans l'équipe de de l’Anglais William  « mezii » Merriman et de l'israélien Shahar  « flameZ » Shushan à la place des danois Peter "dupreeh" Rasmussen et Emil "Magisk" Reif en partance pour Team Falcons. Mathieu voit aussi le retour de Rémy « XTQZZZ » Quoniam comme head coach, Danny "zonic" Sørensen ayant lui aussi décidé de rejoindre Falcons. Cette nouvelle équipe remporte sur CS2 ses deux premiers trophées avant la fin de l'année avec les BLAST Premier: Fall Final 2023 et les BLAST Premier : World Final 2023.
Malgré de bons résultats en 2024, ZywOo remporte seulement une finale avec l’IEM Cologne au cœur de la Lanxess Arena « Cathédrale de Counter-Strike » après une défaite en finale en 2019.
Le 16 mars 2025, après une victoire à l'IEM Katowice en février et une à l'EPL S21, conclues avec deux titres de MVP, ZywOo dépasse l'ukrainien s1mple⁠ avec le plus de titre de MVP en carrière (22 à ce moment-là). Il est en 2025 le seul à en avoir gagné autant.

## Palmarès

### Tournois remportés[30]
| Rank Tournoi | Tournoi                                          | Année | Version CS | Équipe         | MVP |
| ------------ | ------------------------------------------------ | ----- | ---------- | -------------- | --- |
| C-Tier       | Pasino Gaming Days by LanEx                      | 2017  | CS:GO      | E-Corp Bumpers |     |
| C-Tier       | LanEx 24                                         | 2017  | CS:GO      | WySix          |     |
| B-Tier       | FACEIT Pro League Europe : June 2017             | 2017  | CS:GO      | WySix          |     |
| C-Tier       | Game Arena Valenciennes                          | 2017  | CS:GO      | Team aAa       |     |
| C-Tier       | ESL Championnat National Winter 2017 Group Stage | 2017  | CS:GO      | Team aAa       |     |
| B-Tier       | FACEIT Pro League Europe: May 2018               | 2018  | CS:GO      | Team aAa       |     |
| B-Tier       | FACEIT Pro League Europe: June 2018              | 2018  | CS:GO      | Team aAa       |     |
| B-Tier       | ESL Championnat National Summer 2018             | 2018  | CS:GO      | Team aAa       |     |
| B-Tier       | FACEIT Pro League Europe: July 2018              | 2018  | CS:GO      | Team aAa       |     |
| A-Tier       | DreamHack Atlanta 2018                           | 2018  | CS:GO      | Team Vitality  |     |
| B-Tier       | WePlay! Lock and Loas                            | 2019  | CS:GO      | Team Vitality  |     |
| A-Tier       | Charleroi Esports 2019                           | 2019  | CS:GO      | Team Vitality  |     |
| A-Tier       | CS_summit 4                                      | 2019  | CS:GO      | Team Vitality  | MVP |
| S-Tier       | ECS Season 7 Finals                              | 2019  | CS:GO      | Team Vitality  | MVP |
| S-Tier       | EPICENTER 2019                                   | 2019  | CS:GO      | Team Vitality  | MVP |
| S-Tier       | IEM XV Beijing Online: Europe                    | 2020  | CS:GO      | Team Vitality  | MVP |
| S-Tier       | Blast Premier: Fall 2020                         | 2020  | CS:GO      | Team Vitality  | MVP |
| S-Tier       | IEM XVI: Winter                                  | 2021  | CS:GO      | Team Vitality  | MVP |
| S-Tier       | ESL Pro League Season 16                         | 2022  | CS:GO      | Team Vitality  | MVP |
| S-Tier       | IEM Rio 2023                                     | 2022  | CS:GO      | Team Vitality  | MVP |
| Major        | BLAST Paris Major 2023                           | 2023  | CS:GO      | Team Vitality  | MVP |
| S-Tier       | Gamers 8 2023                                    | 2023  | CS:GO      | Team Vitality  | MVP |
| Points       | Blast Premier World Leaderboard 2023             | 2023  | CS:GO      | Team Vitality  |     |
| S-Tier       | Blast Premier: Fall Final 2023                   | 2023  | CS2        | Team Vitality  | MVP |
| S-Tier       | Blast Premier: World Final 2023                  | 2023  | CS2        | Team Vitality  | MVP |
| S-Tier       | IEM Cologne 2024                                 | 2024  | CS2        | Team Vitality  | MVP |
| C-Tier       | Epsilan The Last Dance                           | 2024  | CS2        | GODZILLA       |     |
| S-Tier       | IEM Katowice 2025                                | 2025  | CS2        | Team Vitality  | MVP |
| S-Tier       | ESL Pro League Season 21                         | 2025  | CS2        | Team Vitality  | MVP |
| S-Tier       | Blast Open Spring 2025                           | 2025  | CS2        | Team Vitality  | MVP |
| Points       | ESL Grand Slam Season 5                          | 2025  | CS2        | Team Vitality  | MVP |
| S-Tier       | IEM Melbourne 2025                               | 2025  | CS2        | Team Vitality  | MVP |
| S-Tier       | BLAST Rivals Spring 2025                         | 2025  | CS2        | Team Vitality  | MVP |
| S-Tier       | IEM Dallas 2025                                  | 2025  | CS2        | Team Vitality  | MVP |
| Major        | BLAST Austin Major 2025                          | 2025  | CS2        | Team Vitality  | MVP |

ZywOo est également le joueur avec le plus de trophée HLTV MVP de l'histoire du jeux, avec 27.

### Résultats aux Majors[30]
| Classement | Tournoi                           | Année | Version CS | Équipe        | Référence |
| ---------- | --------------------------------- | ----- | ---------- | ------------- | --------- |
| 9-11e      | IEM Katowice 2019                 | 2019  | CS:GO      | Team Vitality | [ 31 ]    |
| 5-8e       | StarLadder Major Berlin 2019      | 2019  | CS:GO      | Team Vitality | [ 32 ]    |
| 5-8e       | PGL Major Stockholm 2021          | 2021  | CS:GO      | Team Vitality | [ 33 ]    |
| 9-11e      | PGL Major Antwerp 2022            | 2022  | CS:GO      | Team Vitality | [ 34 ]    |
| 1e         | BLAST Paris Major 2023            | 2023  | CS:GO      | Team Vitality | [ 35 ]    |
| 3-4e       | PGL CS2 Major Copenhague 2024     | 2024  | CS2        | Team Vitality | [ 36 ]    |
| 5-8e       | Perfect World Shanghai Mahor 2024 | 2024  | CS2        | Team Vitality | [ 37 ]    |
| 1e         | BLAST Austin Major 2025           | 2025  | CS2        | Team Vitality | [ 38 ]    |

### Meilleur joueur de l'année
À peine arrivé sur la scène internationale avec son insertion chez Team Vitality en fin d'année 2018, ZywOo rentre dans le cercle très fermé des meilleurs joueurs du monde deux années de suite, en 2019 puis en 2020. Du haut de ses 19 ans, il s'impose alors comme le plus jeune joueur ayant reçu cette distinction,.
Pour la scène Counter-Strike française, il s'agit d'un évènement d'autant plus exceptionnel que la dernière meilleure performance remontait à 2013, avec Shox occupant la troisième place du classement.
| Classement | Équipe        | Année | Référence |
| ---------- | ------------- | ----- | --------- |
| #1         | Team Vitality | 2019  | [ 42 ]    |
| #1         | Team Vitality | 2020  | [ 43 ]    |
| #2         | Team Vitality | 2021  | [ 44 ]    |
| #2         | Team Vitality | 2022  | [ 45 ]    |
| #1         | Team Vitality | 2023  | [ 46 ]    |
| #3         | Team Vitality | 2024  | [ 47 ]    |